# 26074 Carlwirtz
Carlwirtz (asteroide 26074) é um asteroide da cintura principal. Possui uma excentricidade de 0.08913720 e uma inclinação de 31.60644º.
Este asteroide foi descoberto no dia 8 de outubro de 1977 por Hans-Emil Schuster em La Silla.